# Chris Watson
John Christian Watson (Valparaíso (Chili), 9 april 1867- Sydney (New South Wales), 18 november 1941) was een Australisch politicus. Hij was de 3e premier van Australië en de eerste sociaaldemocratische minister-president ter wereld. 

## Levensloop
Watson werd geboren in Chili. Zijn vader was een Chileense zeeman en zijn moeder kwam uit Nieuw-Zeeland. Een jaar na zijn geboorte gingen zijn vader en moeder uit elkaar en weer een jaar later trouwde zijn moeder met George Watson. AL deze feiten kwamen pas naar buiten na de dood van John Watson. In 1886 verhuisde hij naar Sydney en vond daar werk als redacteur bij verschillende kranten. In deze tijd ontwikkelde hij ook zijn politieke interesse en was een van de oprichters van de New South Wales Labor Party. Namens die partij werd hij in 1894 gekozen in het parlement van New South Wales. Verder raakte hij betrokken bij de vakbond. In 1892 bemiddelde hij in een conflict tussen de vakbond Sydney Trades en de Labor-partij en werd als gevolg daarvan benoemd tot voorzitter van beide organisaties.
De Labor-partij was voorstander van het uitroepen van de federatie, maar kon zich niet vinden in het eerste voorstel voor een grondwet omdat de Senaat daarin veel te veel macht zou hebben. Zij adviseerde de kiezer daarom in het referendum, waarbij de grondwet ter goedkeuring aan het volk werd voorgelegd, tegen te stemmen. In New South Wales stemde een meerderheid inderdaad tegen. Watson was nauw betrokken bij de onderhandelingen over de wijzigingen op de voorgestelde grondwet. Uiteindelijk was Labor nog steeds tegen, maar de kiezers stemden bij een tweede referendum ditmaal wel voor en Watson legde zich daar bij neer als uitkomst van een democratisch proces.
Watson werd in 1901 verkozen in het eerste federale parlement. Hij kwam aan het hoofd te staan van zijn partij, omdat James McGowen en Billy Hughes, twee andere prominente Laborpolitici, respectievelijk niet gekozen werd en te veel vijanden had. In het nieuw gevormde parlement was Labor de kleinste partij, maar de Protectionistische Partij van premier Edmund Barton en daarna Alfred Deakin had wel hun steun nodig. Bij de parlementsverkiezingen van 1903 verdubbelde de Labor-partij in omvang. Watson was een bewonderaar van Deakin, maar de twee raakten in april 1904 in conflict doordat Deakin weigerde tegemoet te komen aan de radicale eisen van Watsons partij ten aanzien van een bepaalde wet. Die wet had als doel om stakingen in de industriële sector te voorkomen. Deakin trad terug als premier en de Watson volgde hem op. Met de leeftijd van 37 jaar is hij tot de dag van vandaag de jongste premier in de geschiedenis van Australië. Hij wilde nieuwe verkiezingen, maar dat verzoek willigde  Gouverneur-generaal Henry Northcote niet in. De nieuwe premier moest na vier maanden alweer aftreden ten faveure van George Reid, leider van de Vrijhandelspartij. Watson viel over dezelfde wet als zijn voorganger Deakin die in 1905 weer terugkeerde aan de macht. 
De parlementsverkiezingen van 1906 verliepen wederom succesvol voor Watsons partij. In 1907 trad hij wegens gezondheidsproblemen terug als partijleider. Zijn opvolger was Andrew Fisher. Watson bleef aanvankelijk nog wel politiek actief als hoofdredacteur van Labors' partijkrant The Worker. In 1916 volgde hij Billy Hughes op toen deze de Labor-partij verliet vanwege een conflict binnen de partij over de vraag of de dienstplicht moest worden ingevoerd. De Eerste Wereldoorlog was op dat moment volop gaande en Hughes was voorstander van de invoering van de dienstplicht. Watson was nog wel even actief binnen de Nationalist Party, maar hield zich na verloop van tijd steeds meer bezig met zaken. In 1941 overleed hij.
- Australian Dictionary of Biography: watson-john-christian-chris-9003
- Gemeinsame Normdatei: 123653312
- International Standard Name Identifier: 0000 0000 6323 0189
- Library of Congress Control Number: no00064540
- Nationale bibliotheek van Australië: 36589294
- SNAC: w6j74zf4
- Trove: 1308430
- Virtual International Authority File: 45214240
- WorldCat: E39PBJcgrtGJHH9qXmymkJkJjC